# Verfassungslinde (Grünwald)

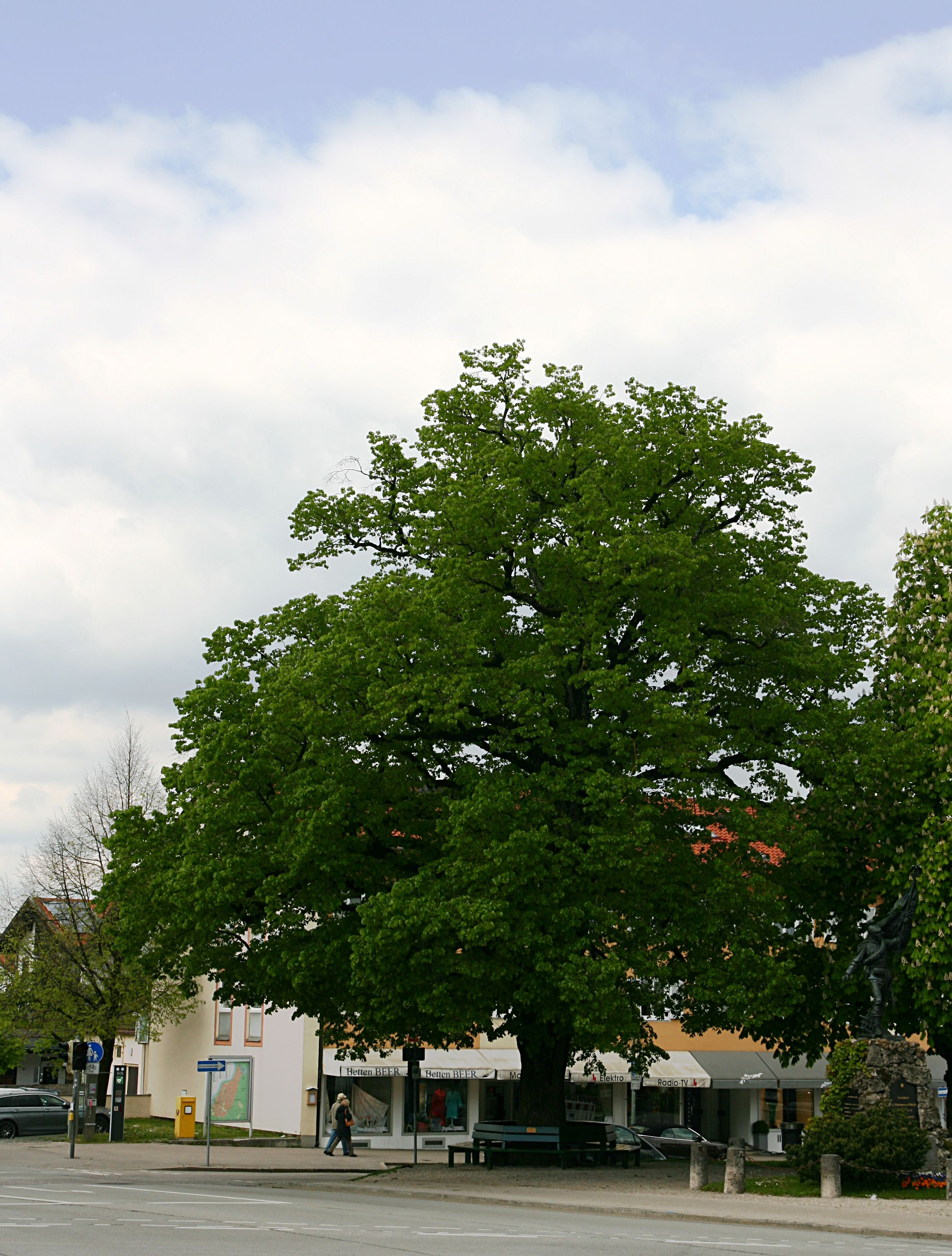
Verfassungslinde 2014

Die Verfassungslinde ist ein über 210 Jahre alter Lindenbaum in Grünwald (Oberbayern). Sie steht auf dem Marktplatz am Kreuzungspunkt der beiden Hauptstraßen des Ortes.
Gepflanzt wurde der Baum am 20. Mai 1808 von der Grünwalder Bürgergemeinschaft. Anlass dafür war die Einsetzung einer Verfassung für das Königreich Bayern durch König Maximilian Joseph. Eine am Stamm angebrachte Tafel erinnert an die Stiftung.
Die Linde steht als Naturdenkmal unter Naturschutz. Sie wurde zudem wie ein Baudenkmal in die Denkmalliste eingetragen.